# Развој педагошке мисли кроз историју
Васпитање је процес планског и систематског усавршавања сензомоторних, интелектуалних, емоционалних, моралних и духовних својстава и способности детета, али и одраслог. Као облик социјализације, васпитање је усмерено на уобличавање понашања у социјално пожељном смеру. Овај процес може бити индивидуалан и групни. Према свом предмету, васпитање може бити физичко, интелектуално, морално, естетско или религијско.
Васпитање је одувек имало важну, прогресивну улогу у филогенетском (развој друштва) и онтогенетском (развој индивидуе) развоју човека, као и у развоју друштвеног живота и друштвених односа. Васпитање као делатност је стара колико и човек и друштво, као облик организовања људи кроз историју. Један од начина да се сагледа комплексност процеса развоја васпитања кроз историју односи се на разматрање основних карактеристика васпитања у оквиру историјских епоха.

## Васпитање у Старој Грчкој
Први записани извори о педагошкој мисли су из периода Старе Грчке. Васпитање као делатност је постојало и пре постојања Старе Грчке, чак и у праисторијским заједницама. Први филозофи који су имали идеје које педагози данас могу да издвоје као педагошке су Сократ, Платон и Аристотел.

### Сократ
Сократ је један од најзначајнијих филозофа Античке Грчке. Он није бележио шта је говорио и мислио, већ су његове речи записане од стране Платона и Аристотела. Сократ је својом филозофијом учврстио становиште врлине и објективности. Истина је објективна и она постоји независно од посматрача и може се сазнати и људски задатак је да сазна истину. Сократ је уочио значај повезаности интелектуалне и моралне сфере човека. Наглашавао је да стицање знања код сваке индивидуе треба да представља пут ка врлини. Стицање знања није циљ сам по себи, већ је пут и начин да се дође до врлине добра. Да би неко могао да се понаша морално, он треба да стекне знања о врлини моралности, односно да код људи треба развијати интелектуалну страну личности и омогућити усвајање правих појмова и знања. По Сократу је знање највећа врлина, а знање је исто што и сама врлина.
| „ | Ко зна шта је врлина тај и живи у складу са том врлином. | ” |

Јако је важна Сократова метода, мајеутика (бабичка), оригинална метода проучавања и учења, по којој сваки човек од привидног знања дође до нивоа стварног знања, до непромењивих истина, односно мудрости. Сократ сматра да се до таквих сазнања може најбоље доћи путем разговора. Због оваквог приступа, Аристотел је Сократа означио као родоначелника индуктивног метода учења. Ова метода се састоји од разговора, постављања питања и налажења одговора. Метода је развојно-упитна, односно путем постављања питања, циљ је да се саговорник наведе до правог одговора.

### Платон
Платон је био Сократов ученик и следбеник у филозофском погледу. Потицао је из угледне аристократске породице и својом филозофијом је представљао идеолога атинске аристократије и противника атинске демократије, што је јако утицало на обликовање његових педагошких идеја. У његовом учењу филозофије јавља се учење о два паралелна света, свет идеја (лепота, врлина) и свет пролазних ствари (материјалне ствари). Платон је сматрао да је само свет идеја истински свет, а да су ствари само одрази идеја. Своје идеје о васпитању, Платон је изложио у два дела, Држава и Закони.
Платон сматра да државу треба да сачињавају три слоја, а први слој чине филозофи код којих преовладава разум, и они треба да управљају државом због својих способности, које су пре свега знање и образованост. Други слој су војници који треба да чувају државу и да је бране, а трећи слој су занатлије и земљорадници који све остале треба да снабдевају материјалним добрима које производе. С обзиром на робовласнички систем, Платон је чак изоставио робове из свог модела државе. Робови се не сматрају људима, а Аристотел касније потврђује ову хипотезу, говорећи да су "робови само оруђа која говоре." Када је у питању природа човека, Платон је сматрао да је човек "мешавина добра и зла".
Васпитање је по Платону основни пут и начин да се сазна свет идеја. Сматрао је да држава мора да се брине о васпитању и васпитање је значајно за државу. Право на васпитање имају деца филозофа и војника, али не и деца земљорадника, трговаца и занатлија, а посебно не деца робова. Иако је ово једна негативна страна Платонове педагошке мисли, Платон је имао и неке напредне, у тадашње време и радикалне ставове када је у питању васпитање. Сматрао је да женска деца филозофа и војника такође треба да буду подвргута процесу васпитања, а такође је важно његово мишљење о предшколском васпитању. Дечаци и девојчице треба да се одвојено васпитавају, кроз гимнастику и музику.
Од 17. до 20. године, дечаци треба да се васпитају као ефеби, односно за војну службу, што је по њему требало да буде сегмент војног образовања. Са 20 година треба да се изврши диференцијација и да се одреди којем ће од три слоја, индивидуа припадати. Платон је сматрао да се урођење диспозиције могу усавршавати, али не и мењати. Зато је битно да се свако васпитањем припреми да обавља посао за који је „обдарен”, а не онај позив који би му рођењем и с обзиром на друштвену (сталешку) припадност био предодређен. Никакво друштвено улагање у васпитање омладине није прескупо. Држава се о васпитању омладине брине још пре рођења детета, водећи рачуна о старости, здрављу и склоностима родитеља.
| „ | Свако више припада држави него родитељима. | ” |

Циљ је да се створи хармонијско изграђена личност и та доброта и врлине нису добре саме по себи, колико су важне за државу и да служе држави, како би она била што боља, праведнија и савршенија. Калогатија представља телесно и душевно савршенство и спој лепог и доброг.
| „ | Васпитање је најважније од свих осталих служби у држави. | ” |

### Аристотел
С Аристотелом филозофија Античке Грчке доживљава врхунац. Аристотел је био Платонов ученик, али се супротставио Платоновој идеји о два паралелна света. Сматрао је да је свет јединствен и да се појмови не могу одвојити од предмета, појава или процеса у стварном свету. Сматрао је да човек има три душе, вегетативну (биолошке функције), анималну (осећања и воља) и разумну (мишљење и сазнавање). На основу овога, Арисотел је сматрао да треба да постоје три васпитања, физичко, морално и интелектуално васпитање, које се на неки начин и до данас задржало. Ова три модела васпитања треба да представљају целину, због своје уске повезаности.
За разлику од Сократа који је говорио да је само знање врлина, Арисотел говори да је разум у човеку највећа вредност и човек је пун врлине кад је подређен разуму. Није довољно да се зна шта је добро, већ да буде подређено разуму. Његово најпознатије дело је Политика, у ком износи своју визију васпитања, истичући да васпитање треба да буде ствар државе и да држава треба да васпитава своје грађане у духу својих закона, што је по Аристотелу један од услова за опстанак државе.
Аристотел је сматрао да васпитањем треба да буду обухваћена само деца слободних грађана, јер је васпитање достојно само слободних грађана, али не и робова. Аристотел је за разлику од Платона мислио да девојчице не треба да буду подвргнуте процесом васпитања, јер се по њему жена разликује од мушкарца, и њој образовање и васпитање нису од користи.
Код Аристотела се јавља прва периодизација развоја:
- до 7. године (у породици) (посебно физичка нега, игре и стимулативна средина)
- од 7. до 14. год. - полне зрелости (у државној школи) (посебно физичко васпитање, читање, писање, рачунање)
- од 14. до 21. год. (у вишој школи) (музика, историја, филозофија, математика).

## Стари Рим
Највећи утицај на Рим је имала култура античке Грчке. Рим је прихватио филозофију и гимнастику Античке Грчке и често је упражњавао. У почетку се васпитање одвија у кругу породице, где су дечаци били подучавани од стране роба, а прве школе се појављују у 4. веку п.н.е. За разлику од Античке Грчке, васпитање се одликовало трезвеним, практичним ставом.
Васпитање се у Старом Риму често мењало. У току родовског периода, значајна је била улога породице,а нарочито оца, где је породица сматрана светињом. Јако је важно било васпитање најмлађих које је било изричито строго, а јавно васпитање није постојало, не постоје школе. Циљ васпитања у овом периоду јесте да се од индивидуе створи добар члан заједнице, бити земљорадник који ће радити у миру, а ратник у време ратова.
У доба Римске Републике, мења се циљ васпитања, циљ постаје да се од индивидуе створи добар грађанин, који се осим у земљорадњу и руковање оружјем, разуме и у политичка и правна питања.
У периоду хеленизације Римљана, након што су Римљани освојили Грчку, Римљани почињу да уче од Грка, а грчки учитељи долазе у Рим. Они им откривају уметност, филозофију и преводе грчка дела. Овај процес захвата све друштвене слојеве Рима. Била је заступљена двојезичност.
Касније, Римско царство функционише помоћу система робовласништва. Васпитање преузима држава и васпитање има војни и практични циљ: формирање добрих говорника – ретора, који ће лепим, умешним говором смирити побуњене масе, које су се често буниле.

### Марко Фабије Квинтилијан
Марко Фабије Квинтилијан живео је у 1. веку п.н.е. Написао је дело Васпитање говорника, у ком је изнео како младе људе треба учити добром говорништву и своје педагошке идеје. Ово дело је пронађено у периоду хуманизма и ренесансе и пажљиво је проучено од стране хуманистички оријентисаних мислилаца. Дело је посебно утицало на Јана Амоса Коменског. Инспирацију за своје педагошке идеје, Квинтилијан је добио од мислилаца Античке Грчке, које је обогатио својим идејама, ослањајући се на римско школство. Његове педагошке мисли нису везане само за будуће говорнике, већ на ширу масу, и подразумева стицање широког образовања и развој моралне личности. Величао је римско школство које се састојало од основне грамматичке и реторске школе и указивао је на значај школства који организује држава, дајући предност том моделу у односу на приватну школу. Такође, наглашавао је улогу језика и да се на предшколском узрасту треба посветити пажња матерњем језику, док се са поласком у школу треба кренути са изучавањем грчког језика. Такође је мислио да су најважнији предмети која деца треба да прођу: читање, изучавање граматике и анализу дела великих писаца. Ово би требало да омогући деци естетски и морални развој. Поред наставе језика, сматрао је да добром говорнику треба да буде неопходна и настава математике, која развија логичко мишљење, геометрија и музика. Указивао је и на значај изучавања филозофије, природних наука и права.
Квинтилијан је развио оптимистички поглед на дете и његов развој и сматрао је да дете треба упознати и на основу тога и индивидуализовати рад. Ово је значајан преокрет, јер за разлику од филозофа Античке Грчке, Квинтилијан сматра да васпитање треба прилагодити сваком појединцу, а не држави. Квинтилијан је значајан јер се бавио питањима методике наставе и принципима наставе, односно начинима рада и поступањима у настави. Настава за дете треба да буде извор задовољства, а не нешто што се намеће детету и треба користити похвале као подстицај за рад, без оптерећивања детета. Квинтилијан се залагао за осмишљавање разноврсних активности, одмора између активности, био је против физичког кажњавања и сматрао је да то делује понижавајуће на дете.
По Квинтилијану, настава треба да има три нивоа, имитирање, теоријску наставу и вежбање, истичући да је за говорника јако важно учење напамет. Наставник треба да буде добро образован, са позитивним ставом о деци и стрпљив.

## Средњи век
Главну карактеристику друштва средњег века чине феудални односи и превласт хришћанства, што је знатно утицало да се ова епоха означава као ’мрачно доба’. Црква је имала доминантну улогу, како у друштвеном животу, тако и у васпитању. Наиме, васпитање је имало улогу у стварању верника и поданика. Такође, није постојало организовано васпитање и образовање, већ се водило у манастирима и приступ су имала само мушка деца. Посебна пажња придавана је васпитању витезова. Феудалном друштвеном поретку није био потребан писмен народ. Тек развојем занатства јављају се услови за институционализацију васпитања. За позни средњи век карактеристична је појава првих универзитета на тлу Европе, у Болоњи и Паризу.
Васпитање има класни и сталешки карактер. Организује се само за класу феудалаца. Разлике постоје у васпитању сваког сталежа, васпитање за свештенике и за племиће. Васпитни циљ јесте васпитати послушног и побожног човека. Основни наставни садржаји су религијске и црквене догме (начела, истине у које се не сумња). Методе учења су учење напамет и преписивање црквених књига. Основно васпитно средство је била физичка казна. Васпитање кметова није било организовано.

### Васпитање свештенства
Наставни програм чиниле су ’седам слободних вештина’: граматика, реторика, дијалектика, аритметика, геометрија, астрономија и музика. Школу су похађали само дечаци, а тек у позном средњем веку и девојчице из богатих породица. Настава је била на латинском језику. Три врсте школа биле су популарне. Манастирске школе су биле уз манастир, служиле су за припрему духовника и монашких редова. Катедралне школе су биле сличне манастирским и у њима су се школовали свештеници. Парохијалне школе су имале сврху описмењавања деце и њихову припрему за богослужење.

### Васпитање племства
Племство се обучавало у седам витешких вештина, које су подразумевале јахање, пливање, гађање стрелом и копљем, мачевање, лов, шах и састављање стихова. Они су најћешће васпитавани у кућама у почетку, међутим, јачањем градова и грађанског сталежа током 12. и 13. века јављају се прве градске школе ткзв. школе цехова и гилди, које су биле удружења занатлија. У овим школама се није школовало племство, већ богате занатлије и трговци. Пажња се посвећивала писању и рачунању, који су били нужни за њихов пословни живот.

### Схоластика
Схоластика је посебна наставна метода која је обележила рад у средњовековним школама. Она представља неплодан и крут начин рада у школи у коме доминира механичко учење напамет, често не разумљивих текстова. Читање се учило из црквених књига, које су писане руком, на латинском језику. У школама је владало начело magister dixit (учитељ је врховни ауторитет коме ученик треба беспоговорно, некритички да верује). Схоластика као наставна метода није поштовала индивидуалност ученика, сламала је његову мотивацију и вољу и није поштовала ни дете ни детињство као развојни период.

### Средњовековни универзитети
У средњом веку се јављају први универзитети и оживљава се научна радозналост, интелектуални живот, истраживачки дух. Јавља се нови слој, интелектуалци, који се професионално баве интелектуалном делатношћу. Први универзитети настају у Болоњи 1088, Паризу (Сорбона) 1150, Оксфорду – 1167, Универзитет у Београду – 1808 (Велика школа, коју се основао Доситеј Обрадовић).
Аутономија универзитета је кључна ствар коју универзитети негују. Они морају бити независни од државе и од цркве. Четири основна факултета су артистички (припремни факултет, касније ће постати филозофски), медицински, правни и теолошки факултет. Постојала су и четири основна облика рада у настави факултета:
- lectio - професор тумачи лекцију монолошком методом,
- questio - професор се одваја од тескта и даје своја тумачења,
- disputatio - расправа на задату тему,
- quodlibet - расправа на непознату тему коју може да зада било ко.

## Хуманизам и ренесанса
У новом веку, појавом ренесансе, полако се враћају вредности античке Грчке и Рима и долази до великих научних открића. Јако је важан хармонични развој човека. Започиње процес ослобађања од стега религије и предоминантног утицаја цркве у друштву. Након индустријске револуције, мануфактурна производња замењена је машинском, па се и васпитање и образовање оријентишу ка задовољавању ових, новонасталих потреба. Увиђа се значај масовног васпитања и образовања и настава у школи почиње да се одвија на матерњем, уместно на латинском језику. У овом периоду се постављају основе за систем васпитања и образовања какав је данас- уводе се ’народне школе’, јавља се потреба за развојем стручног и високошколског образовања. Настају многи универзитети, као и установе вискокошколског образовања.

### Виторино да Фелтре
Виторино да Фелтре, италијански педагог и практичар који је основао школу “Дом радости” (Casa Giocosa). Само име школе указује на његов поглед како деца треба да доживљавају школу. Виторино је постао "отац сваке хуманости и први наставник новог типа." Инсистирао је на томе да људскост и топлина буду основна начела поступања према деци и разумевање наученог и примену у свакодневном животу наспрам меморисања, „архивирања“ небитних чињеница. У наставу је увео природне науке и принцип очигледности, а укинуо је физичку казну. Садржај наставе су биле античка литература, природне науке и физичко васпитање.

### Франсоа Рабле
Франсоа Рабле је био француски свештеник, правник, природњак и лекар. Његово кључно дело из ког се могу сагледати карактеристике и концепције васпитања јесте Гаргантуа и Пантагруел, сатирични и алегорични роман, у којем излаже разлике у васпитању оца и сина. Један од најизразитијих и најдуховитијих критичара схоластике, геоцентризма, а посебно средњовековног модела васпитања. Истицао је вредности знања и активности. Залагао се за нови систем васпитања, образовања и учења. Сматрао је да људско биће није лоше у својој природи. и да је потребно да се омогући развој свих унутрашњих потенцијала, физичких и интелектуалних, и одбацивање свега онога што омета развој. Био је окренут индивидуалности и поштовању исте. Истицао је важност моралног, естетског, физичког и интелектуалног васпитања и наглашавао је могућност развијања свестраности код васпитаника.
| „ | Знање је њихова будалаштина, мудост њихова трице и кучине, они срозавају добре и племените духове, а сваки цвет младости крхају. | ” |

Рабле је сматрао да морално васпитање треба да буде засновано на религијским уверењима и животу испуњеним радом и стваралаштвом, естетско на књижевности и музици, а физичко на гимнастици, пливању, јахању... Истицао је значај природних наука. Рабле је сматрао да је васпитање средство за формирање личности, а не средство стицања широког обима знања. Припадао је аристократији и сматрао је да место у друштво индивидуи припада рођењем, а не стеченим образовањем.

### Мишел Монтењ
Мишел де Монтењ био је француски мислилац, моралиста, политичар и књижевник из доба Ренесансе. Сматра се једним од највећих француских етичара. Он критикује схоластичко васпитање и књишко знање. Истиче значај духовног и физичког и моралног васпитања, где се морално васпитање се остварује примерима из праксе и моралним вежбањем. Монтењ сматра да је адекватно усвајање садржаја могуће уз активан рад ученика и одређен ниво дисциплине. Он сматра да васпитање треба одржавати у складу са природним склоностима.
Његова визија образовања је хармонично и паралелно развијање целе личности, духа, тела и моралног лика. Развијање духа представља формирање и развијање интелигенције и постиже се разговорима, познанствима и путовањима. Васпитање не сме да буде насилно и ученик треба да буде активан и да стално примењује своје знање. Не треба да верује простим ауторитетима што је било заступљено у схоластици, већ да мисли критички.

### Еразмо Ротердамски
Еразмо Ротердамски је био холандски ренесански хуманиста, католички свештеник и теолог. У свом делу "Похвала лудости", Ротердамски критикује средњовековно васпитање и схоластику, употребу физичког кажњавања и строгост васпитача. Он истиче важност стварања хуманог човека пуног врлина, са високом дозом емпатије. Он велику важност придаје је култури језика и изражавања. Тај развој језичке културе код индивидуа треба да доведе до формирања личности која је испуњена врлинама, развијање осећања. Истицао је и важност дела из периода Античке Грчке и да су она јако важна у процесу васпитања. Сматрао је да треба вежбати говор, а да се то постиже проучавањем грчког и латинског језика. Од учитеља је захтевао универзално знање. Сматрао је и да девојчице треба да се васпитају, инстинстирајући на развоју емоција, или како он то назива, васпитању срца.

## 17. век

### Јан Амос Коменски
Јан Амос Коменски је био чешки педагог, лингвиста, природњак, хуманиста, филозоф и политичар. Јан Амос Коменски је први изградио целовит дидактички ситем у својим делима "Дидактика"„Велика дидактика”, "Рај срца". Он је и писац првих уџбеника. Коменски је имао циљ да уреди област наставе и учења и описао је и уопштио све оно што је позитивно у пракси реализације наставе. Желео је да се дидактика у оквиру педагогије утемељи као посебна научна дисциплина, до чега је и дошло.
Циљ васпитања код Коменског јесте да свака индивидуа стекне два елемента, која ће поправити свет:
- пансофија – јединствени систем целокупног људског знања
- дидактика – начин преношења знања

По први пут се васпитање шири на све људе, а не само на одређени друштвени слој. Коменски такође говори о потребним принципима за остварење васпитања, односно теоријско образложење наставних принципа:
- принцип очигледности- "златно правило дидактике", износити пред чула све што се може изнети
- свесног усвајања знања
- систематичности
- прилагођеност садржаја и метода рада узрасту ученика

У свом делу "Велика дидактика" развио је систем школства кроз 4 ступња: материнска школа (0-6 година), школа матерњег језика (6-12 година), средња школа (12-18 година), академија (18-24 година). Настава треба да буде на почетку на матерњем језику и доступна свима. Изградња система васпитања у целини обухватајући и младе и одрасле, које се задржало до дан данас.
Јако је значајно што се бавио питањем предшколског васпитања, односно "материнске школе". Увео је нову организацију наставе: разредно-предметно-часовни систем и реални предмети улазе у садржај образовања. Педагошка теорија бива заснована на принципу природности. Јан Амос Коменски такође обраћа велику пажњу на питање периодизације развоја детета.

### Џон Лок
Џон Лок био је енглески филозоф и лекар, који се сматрао једним од најутицајнијих просветљених мислиоца обично познатог као „отац либерализма”. Његови филозофски погледи формирали су се под утицајем сензуалистичке теорије сазнања. У својим социјалним погледима, он верно изражава ставове напредне буржоазије, слобода је основно људско право, држава је настала уговором, људи су слободни. Своје педагошке идеје је записао у свом делу "Мисли о васпитању" где је изразио значај интелектуалног и физичког васпитања, а деца треба да ојачају своје тело, и да воде рачуна о хигијени и навикама здравог живота. Код дисциплине духа, најважнији задатак моралног васпитања јесте формирање карактера (поучавањем, примерима моралности, методом навикавања). По Локу, породично васпитање има предност над школским.
Васпитање је намењено деци “виших” сталежа, а циљ васпитања јесте васпитање пословног човека,"џентлмена", који треба да је добро припремљен за вођење својих послова.

## 18. век

### Француски материјалисти
Допринели су развоју идејних, политичких и педагошких ставова младе и прогресивне буржоазије. Они су порицали урођене идеје и давали првенство чулном сазнавању индивидуе. Прецењивали утицај васпитања и залагали су се за изучавање природних наука, као и за умно и морално васпитање, али ослобођено од религијског утицаја. Школском васпитању давали предност у односу на оно које се стиче у породици, за разлику од мишљења Џона Лока. У неким педагошким схватањима су били екстремни и критикујући тадашње друштво истицали су да је васпитање људи моћан чинилац у промени друштвених односа. Истакли су значај познавања васпитаника и реалније организовање наставе.

### Клод Адријан Хелвецијус
Клод Адријан Хелвецијус је био један од најистакнутијих француских филозофа осамнаестог века, Бавио се проблемима васпитања и истицао огромну улогу васпитања у формирању човека. Захтевао бољу организацију школа и наставе. У својим радовима је истицао велики значај просвете уопште. Сматрао је да је васпитање свемоћно и да је васпитање је целокупни утицај друштвене средине; не разликује специфичан васпитни утицај средине.

Само покварено друштво квари и његове чланове.

Клод Адријан Хелвецијус

### Дени Дидро
Дени Дидро француски је филозоф просветитељства.
Сматрао је да је васпитање јако моћно, али не колико је Хелвеције сматрао. Мислио је да се васпитањем може постићи много и он уводи концепт да основна школа и образовање буду обавезни и бесплатни.

### Жан-Жак Русо
Жан-Жак Русо швајцарско-француски филозоф, писац, политички теоретичар и самоуки композитор. Сматрао је да је човек по природи добар. Његове педагошке мисли су биле усмерене ка детету и постављао је дете у центар васпитног процеса. Зачетник је индивидуалне педагогије. Русо је поставио тезу о троструком васпитању, у којој васпитавају природа, људи и ствари. Природа васпитава тако што у људима развија способности и органе, људи васпитавају тако што преносе знање, а ствари васпитавају тако што уче људе да употребљавају оно што је у њима развила природа и обезбеђује стицање искуства. Услов за добро васпитање јесте склад сва три васпитања.
Русо је покушавао да открије које су етапе и законотости психичког развоја деце и да на основу њих утврди периодизацију узраста. Границе у овој периодизацији су кризне тачке, када дете из једне етапе психичког развоја треба да пређе у наредни. О сваком периоду је посветио поглавље у својој књизи Емил или о васпитању.
Периодизација развоја детета и васпитања:
- телесно васпитање до 2 године; дете учи како да обавља основне физиолошке активности
- чулно васпитање 2-12; развој чула, разум још увек "спава"
- умно 12-15; интелектуално васпитање, период наглог развоја дечијих снага и јавља се интелектуални вишак, ког треба искористити за образовање, које треба да буде истраживачко.
- морално 15-20 године. Развој моралних осећања, морално сазнање и емпатија.

Русо је најконзервативнији у својој књизи Софија или о жени, где одриче потребу жене за образовањем и све своди на развијање њене љупкости, верности, угађању мужу и сл.
По Русоу, васпитање треба да буде у природи, посредно, васпитачи не треба пуно да се мешају и природа сама васпитава дете. Дете се развија у складу са својим урођеним диспозицијама, слободно. Био је против кажњавања, али је био за кажњавање природним последицама. На пример, ако дете не жели да се обуче, треба га пустити напоље да осети последице хладноће. Сматрао је да друштво квари децу и свог сина Емила је често одводио у природу, да "га људи не искваре":

## 19. век

### Јохан Хајнрих Песталоци
Јохан Хајнрих Песталоци био је швајцарски педагог и реформатор образовања. Сматрао је да је човек је по природи добар. Његов принцип је био принцип природности у васпитању. Имао је идеју да повеже васпитање и произвољни рад. Његово најзначајније дело јесте Како Гертруда учи своју децу, књига намењена мајкама, у којој Песталоци излаже и своја методичка, педагошка и дидактичка схватања. Песталоци напушта мишљење да је човек добар по природи, што је био Русоов утицај, и узима у обзир човекову противречну природу. Песталоци разликује три стања у развоју човека и човечанства, животињско стање, друштвено стање и морално. Он сматра да су стања у развоју човека људска, али да је само треће стање позитивно. Циљ васпитања према Песталоцију јесте да се превазиђе животињско, а затим и друштвено стање и да се достигне морално. Ово може да се постигне само активношћу, саморазвојем, односно оплемењивањем самог себе, превазилажењем сопственог ја и уздизањем ка стварној оданости ка љубави.
Васпитни циљ трострук:
- васпитање руке (физичко и радно васпитање),
- васпитање главе (умно васпитање),
- васпитање срца (морално васпитање), најважније.

### Јохан Фридрих Хербарт
Јохан Фридрих Хербарт је био немачки педагошки систематичар који је засновао педагогију на психологији и етици. Зачетник је и педагошког покрета хербартијанство. Сматрао је педагогију самосталном научном дисциплином, која из етике изводи циљ васпитања, али из психологије средства. За Хербарта се може рећи да је био први педагог, јер је конституисао педагошки научни систем, и у том свом систему је поделио теоријску педагогију на педагошку телеологију (сврха и циљеви васпитања) и педагошку методологију (методе и средства васпитања). Поред теоријске педагогије, постоји и практична педагогија, коју дели на дидактику (теорија наставе) и ходегедику (теорија васпитања у ужем смислу).
Педагогији није циљ само да нешто сазна. већ да нешто сазна и да употреби то знање у пракси. Многи теоретичари су се залагали да се педагогија подели на две засебне науке, теоријску и практичну.
Према Хербарту, прво што педагогија треба да уради јесте да утврди циљ васпитања, а циљ васпитања треба да буде изградња моралног карактера, заснованог на хришћанској религији. Хербарт полази од пет моралних идеја етике, и на основу тих пет идеја човек постиже снагу карактера и моралност. Основна средства којим се тај циљ остварује јесу:
- управљање децом (забранама, казнама,... да се обузда дечја природа)
- настава (стицање представа и њихово асоцирање)
- дисциплина (изграђивање морала)